# Найзаможніші люди України 2014

## Версія ЖурналуForbes[1]
3 березня 2014 року Forbes опублікувало свій 28-ий список найзаможніших людей світу 2014. У цьому році до списку потрапило 9 українців, у порівнянні з 10 у 2013, зокрема зі списку мільярдерів вилетів Андрій Веревський.

### Рейтинг Forbes
| №    | Ім'я               | Сфера діяльності                        | Статки у 2014 ($ млн) | Статки у 2013 ($ млн) | Основні активи, держпосада протягом року | Зміна у статках |
| 97   | Рінат Ахметов      | металургія, енергетика, диверсифіковано | 12 100                | 15 400                | ФПГ СКМ                                  | ▼               |
| 562  | Віктор Пінчук      | металургія, диверсифіковано             | 3 100                 | 3 800                 | ФПГ EastOne                              | ▼               |
| 937  | Геннадій Боголюбов | фінанси, диверсифіковано                | 1 900                 | 1 800                 | ФПГ Приват                               | ▲               |
| 1077 | Ігор Коломойський  | фінанси, диверсифіковано                | 1 600                 | 2 400                 | ФПГ Приват                               | ▼               |
| 1080 | Вадим Новінський   | металургія, диверсифіковано             | 1 600                 | 2 400*                | ФПГ Smart Holding                        | ▼               |
| 1334 | Юрій Косюк         | харчпром                                | 1 300                 | 1 600                 | MHP                                      | ▼               |
| 1345 | Петро Порошенко    | харчпром, диверсифіковано               | 1 300                 | 1 600                 | Roshen                                   | ▼               |
| 1553 | Костянтин Жеваго   | фінанси, диверсифіковано                | 1 000                 | 1 500                 | ФПГ Фінанси та Кредит                    | ▼               |
| 1569 | Сергій Тігіпко     | фінанси, диверсифіковано                | 1 000                 | 1 200                 | Група ТАС                                | ▼               |

## Версія ЖурналуForbes Україна[5][6]
У червні 2014 року журнал «Forbes Україна» опублікував свій четвертий рейтинг найзаможніших українців. Сукупні статки першої сотні найбагатших українців склали $42 млрд, що на $13 млрд менше ніж рік тому. Основні причини — погана зовнішня кон'юнктура та напад Росії на Україну.

### Цікаві факти
Деякі висновки що зробив журнал:
- Найбільше втратив у статках Рінат Ахметов — на $4,2 млрд. Більша частина його бізнесу була зосереджена у Донецькій області, яку йому довелося залишити через тиск з боку озброєних сепаратистів.
- Статки нового президента України Петра Порошенка також зменшились — на $0,3 млрд до $1,3 млрд. Однак на відміну від Ахметова Порошенко став дорожчим у порівнянні з 2011 роком, коли його статки оцінювались у $0,9 млрд, а Ахметов коштував $16 млрд.
- З найбагатших українців збільшив статки лише Геннадій Боголюбов з «Приват» — на $0,3 млрд. Решта багатіїв з топ-10, у тому числі і голова Дніпропетровської облдержадміністрації Ігор Коломойський, подешевшали.
- «Forbes» значно зменшив оцінку бізнесменів, які користувались державною підтримкою за часів Віктора Януковича і зараз зіштовхнулись з кримінальним переслідуванням. Втратили вагу Дмитро Фірташ (у 1,5 раза), Юрій Іванющенко (у 1,4 раза), брати Клюєви (у 1,9 раза) і син біглого президента Олександр Янукович (у 2,4 раза).
- До рейтингу потрапив 21 нардеп зі статками $3,6 млрд — Жеваго, Тігіпко, Березкін, Хмельницький, Колесніков, Янковський, Фельдман, Бойко, Богуслаєв, Герега, Пригодський, Шуфрич, Рудьковський, Сігал, Іванющенко, Клімов, Клюєв, Васадзе, Скударь, Єрємєєв, Фурсін. Вибули з рейтингу нардепи Звягільський та Сергій Буряк. Торік статки усіх рейтингованих нардепів оцінювались у $8,5 млрд, що більше ніж у два рази більше у порівнянні з цим роком.
- Минулого року у рейтингу були три державні чиновники — секретар РНБОУ Андрій Клюєв, його заступник Микола Злочевський, секретар Київради Галина Герега. Нині вони втратили свої посади, але чиновників у рейтингу побільшало. Це новий президент України Петро Порошенко, Дніпропетровський губернатор Ігор Коломойський, його заступник Геннадій Корбан, Донецький губернатор Тарута, Одеський губернатор Ігор Палиця.

### Методика оцінювання
«Forbes Україна» оцінював статки найбагатших українців (резидентів з українським громадянством) за оцінкою вартості належних їм активів, за даними з відкритих джерел. Видання стверджувало, що при оцінці бізнесу учасників рейтингу враховувались лише беззаперечні активи та були застосовані максимальні дисконти.

### Рейтинг 100 найзаможніших українців
| №   | Ім'я                       | Сфера діяльності                 | Статки у 2014 ($ млн) | Статки у 2013 ($ млн) | Основні активи, держпосада протягом року                                        | Зміна у статках |
| 1   | Ахметов Рінат              | металургія, ПЕК                  | 11 200                | 15 400                | СКМ                                                                             | ▼               |
| 2   | Пінчук Віктор              | медіа, металургія                | 3 000                 | 3 800                 | «Інтерпайп»                                                                     | ▼               |
| 3   | Боголюбов Геннадій         | металургія фінанси ПЕК           | 2 000                 | 1 700                 | «Приватбанк», Consolited minerals                                               | ▲               |
| 4   | Коломойський Ігор          | металургія фінанси ПЕК           | 1 800                 | 2 400                 | «Приватбанк», «Укрнафта»                                                        | ▼               |
| 5   | Новінський Вадим           | машинобудування, металургія, ПЕК | 1 400                 | 1 900                 | «Смарт-холдинг»                                                                 | ▼               |
| 6   | Порошенко Петро            | харчопром                        | 1 300                 | 1 600                 | Президент України, Roshen                                                       | ▼               |
| 7   | Косюк Юрій                 | АПК                              | 1 300                 | 1 600                 | Миронівський хлібопродукт («Наша ряба»)                                         | ▼               |
| 8   | Жеваго Костянтин           | металургія, машинобудівництво    | 1 000                 | 1 500                 | Нардеп позафракційний, Ferrexpo, Фінанси та кредит                              | ▼               |
| 9   | Тігіпко Сергій             | фінанси, машинобудування         | 1 200                 | 989                   | Нардеп від ПР, ТАС                                                              | ▲               |
| 10  | Ярославський Олександр     | інвестиції                       | 932                   | 980                   | DCH                                                                             | ▼               |
| 11  | Черновецький Леонід        | інвестиції                       | 675                   | 750                   | Ексмер Києва, Chernovetskiy Investment Group                                    | ▼               |
| 12  | Веревський Андрій          | АПК                              | 667                   | 1 000                 | Нардеп від ПР, Кернел                                                           | ▼               |
| 13  | Бахматюк Олег              | АПК, фінанси                     | 623                   | 609                   | Авангард                                                                        | ▲               |
| 14  | Вадатурський Олексій       | АПК                              | 588                   | 810                   | Нібулон                                                                         | ▼               |
| 15  | Гуменюк Ігор               | нерухомість, транспорт, вугілля  | 520                   | 479                   | «Інвестиції та розвиток». Продав Ахметову свою частку в «Лемтрансі»             | ▲               |
| 16  | Мкртчан Олег               | металургія                       | 489                   | 584                   | ІСД                                                                             | ▼               |
| 17  | Тарута Сергій              | металургія                       | 479                   | 597                   | ІСД                                                                             | ▼               |
| 18  | Гайдук Віталій             | інвестиції                       | 465                   | 526                   | ІСД                                                                             | ▼               |
| 19  | Фірташ Дмитро              | хімпром, фінанси                 | 400                   | 673                   | Group DF                                                                        | ▼               |
| 20  | Костельман Володимир       | харчова промисловість, рітейл    | 358                   | 461                   | Fozzy group                                                                     | ▼               |
| 21  | Черняк Євгеній             | алкоголь                         | 347                   | 350                   | «Global spirits group» (ТМ «Хортиця»)                                           | ▼               |
| 22  | Березкін Станіслав         | АПК                              | 324                   | -                     | Нардеп, «Креатив»                                                               | новий           |
| 23  | Хмельницький Василь        | нерухомість                      | 318                   | 333                   | Нардеп, UDP                                                                     | ▼               |
| 24  | Мартинов Олексій           | інвестиції                       | 308                   | 504                   | «Приват»                                                                        | ▼               |
| 25  | Буткевич Геннадій          | рітейл                           | 293                   | 351                   | «АТБ-маркет»                                                                    | ▼               |
| 26  | Карачун Віктор             | рітейл                           | 293                   | 350                   | «АТБ-маркет»                                                                    | ▼               |
| 27  | Єрмаков Євген              | рітейл                           | 293                   | 350                   | «АТБ-маркет»                                                                    | ▼               |
| 28  | Гута Іван та сім'я         | АПК                              | 277                   | 482                   | «Мрія»                                                                          | ▼               |
| 29  | Колєсніков Борис           | харчопром                        | 271                   | 290                   | Нардеп, «АПК-Інвест», «КОНТІ»                                                   | ▼               |
| 30  | Янковський Микола          | хімпром фармацевтика             | 257                   | 308                   | Нардеп, «Стіролбіофарм»                                                         | ▼               |
| 31  | Фельдман Олександр         | нерухомість                      | 248                   | 287                   | Нардеп, АВЕК («Барабашово»)                                                     | ▼               |
| 32  | Бойко Володимир            | металургія                       | 245                   | 520                   | Нардеп, «Метінвест»                                                             | ▼               |
| 33  | Богуслаєв В'ячеслав        | машинобудування                  | 234                   | 281                   | Нардеп, «Мотор-Січ»                                                             | ▼               |
| 34  | Шпиг Федір                 | харчопром                        | 219                   | 276                   | Молочний альянс                                                                 | ▼               |
| 35  | Герега Олександр           | рітейл                           | 218                   | 206                   | Нардеп, «Епіцентр»                                                              | ▲               |
| 36  | Хорошковський Валерій      | інвестиції                       | 210                   | 500                   | Продав Фірташу телеканал «Інтер»                                                | ▼               |
| 37  | Пригодський Антон          | транспорт                        | 208                   | 322                   | Нардеп, продав Ахметову свою частку в «Лемтрансі»                               | ▼               |
| 38  | Герега Галина              | рітейл                           | 204                   | 193                   | «Епіцентр»                                                                      | ▲               |
| 39  | Всеволод Кожемяко          | АПК                              | 196                   | 250                   | «Агротрейд»                                                                     | ▼               |
| 40  | Шуфрич Нестор              | ПЕК                              | 195                   | 273                   | Нардеп, «Нафтогазвидобуток»                                                     | ▼               |
| 41  | Рудьковський Микола        | ПЕК                              | 195                   | 261                   | Нардеп, «Нафтогазвидобуток»                                                     | ▼               |
| 42  | Бондарєва Наталя           | алкоголь                         | 187                   | 180                   | «Баядера» («Хлібний дар»)                                                       | ▲               |
| 43  | Роднянський Олександр      | кіно                             | 185                   | 219                   | «A company», «AR films»                                                         | ▼               |
| 44  | Крупчак Володимир          | паперова промисловість           | 184                   | 273                   | ККБК                                                                            | ▼               |
| 45  | Сотніков Олег              | рітейл                           | 162                   | 208                   | «Fozzy group»                                                                   | ▼               |
| 46  | Чігірь Роман               | рітейл                           | 162                   | 208                   | «Fozzy group»                                                                   | ▼               |
| 47  | Музалєв Борис та сім'я     | нерухомість рітейл               | 161                   | 207                   | «Космос»                                                                        | ▼               |
| 48  | Дворецький Ігор            | інвестиції                       | 161                   | 214                   | Продав Ахметову свою частку «Запоріжсталі»                                      | ▼               |
| 49  | Сацький Віталій            | інвестиції                       | 161                   | 213                   | Продав Ахметову свою частку «Запоріжсталі»                                      | ▼               |
| 50  | Петров Олександр           | АПК                              | 158                   | 190                   | «Індустріальна молочна компанія»                                                | ▼               |
| 51  | Злочевський Микола         | ПЕК                              | 156                   | 114                   | «Burisma», «Інфокс»                                                             | ▲               |
| 52  | Абдінов Артур              | фінанси інвестиції               | 156                   | 208                   | «Індустріал»                                                                    | ▼               |
| 53  | Лунін Роман                | нерухомість рітейл               | 142                   | 300                   | «Рітейл групп» («Велика кишеня»)                                                | ▼               |
| 54  | Барщовський Тарас          | АПК                              | 139                   | 141                   | «T.B.Fruit»                                                                     | ▼               |
| 55  | Войтович Станіслав         | АПК                              | 135                   | -                     | «Терра фуд»                                                                     | новий           |
| 56  | Сіґал Євген та сім'я       | АПК                              | 134                   | 318                   | Нардеп, «Агромарс»                                                              | ▼               |
| 57  | Лагун Микола               | фінанси                          | 133                   | 160                   | «Дельта-банк»                                                                   | ▼               |
| 58  | Іванчик Віктор             | АПК                              | 123                   | 181                   | «Астарта»                                                                       | ▼               |
| 59  | Кіперман Михайло           | ПЕК                              | 123                   | 189                   | «Укрнафта»                                                                      | ▼               |
| 60  | Іванющенко Юрій            | ПЕК                              | 122                   | 168                   | Нардеп, «Азовмаш»                                                               | ▼               |
| 61  | Кіптик Валерій             | нерухомість рітейл               | 122                   | 13                    | «Varus», «Eva»                                                                  | ▲               |
| 62  | Клімов Леонід              | нерухомість фінанси              | 122                   | 101                   | Нардеп, «Імексбанк»                                                             | ▲               |
| 63  | Антонов Віталій            | ПЕК                              | 121                   | 264                   | «Галнафтогаз», ОККО                                                             | ▼               |
| 64  | Воронов Ігор               | інвестиції                       | 117                   | 146                   | Продав Бурякам «Фрінет»                                                         | ▼               |
| 65  | Клюєв Сергій               | інвестиції                       | 116                   | 216                   | Нардеп, «Slav ag»                                                               | ▼               |
| 66  | Клюєв Андрій               | інвестиції                       | 116                   | 216                   | Ексголова Адміністрації президента, «Slav AG»                                   | ▼               |
| 67  | Маковецький Валерій        | нерухомість рітейл               | 114                   | 156                   | «Фокстрот»                                                                      | ▼               |
| 68  | Виходцев Геннадій          | нерухомість рітейл               | 114                   | 156                   | «Фокстрот»                                                                      | ▼               |
| 69  | Кардаков Олександр         | технології                       | 112                   | 98                    | «Інком», «Датагруп»                                                             | ▲               |
| 70  | Деркач Олександр           | харчопром інвестиції             | 110                   | 139                   | «Молочний альянс»                                                               | ▼               |
| 71  | Корбан Геннадій            | нерухомість                      | 112                   | 153                   | Перший заступник голови Дніпропетровської ОДА Коломойського, «Славутич-капітал» | ▼               |
| 72  | Тісленко Олександр         | будівництво                      | 108                   | 181                   | «Альтком»                                                                       | ▼               |
| 73  | Загорій Володимир та сім'я | фармацевтика                     | 107                   | -                     | «Дарниця»                                                                       | новий           |
| 74  | Васадзе Таріел             | автомобілі                       | 104                   | 204                   | Нардеп, «Укравто»                                                               | ▼               |
| 75  | Іванов Андрій              | нерухомість                      | 104                   | 166                   | UDP                                                                             | ▼               |
| 76  | Поліщук Віктор             | нерухомість рітейл               | 101                   | 166                   | «Технополіс», ТРЦ «Гуллівер»                                                    | ▼               |
| 77  | Єрмолаєв Вадим             | нерухомість алкоголь             | 98                    | 190                   | «Алеф» (ТМ «Клінков», «Золота амфора»)                                          | ▼               |
| 78  | Скударь Георгій            | машинобудування                  | 98                    | 166                   | Нардеп, «Новокраматорський машинобудівний завод»                                | ▼               |
| 79  | Гузенко Олександр          |                                  | 94                    | 104                   | «Едем»                                                                          | ▼               |
| 80  | Єрємєєв Ігор               | АЗК                              | 87                    | 170                   | Нардеп, «Контініум» (WOG)                                                       | ▼               |
| 81  | Івахів Степан              | АЗК                              | 87                    | 170                   | «Контініум» (WOG)                                                               | ▼               |
| 82  | Лагур Сергій               | АЗК                              | 87                    | 170                   | «Контініум» (WOG)                                                               | ▼               |
| 83  | Димінський Петро           | АЗК                              | 87                    | 170                   | «Контініум» (WOG)                                                               | ▼               |
| 84  | Орлов Андрій та сім'я      | вуглепром                        | 86                    | -                     | «Енергоімпекс»                                                                  | новий           |
| 85  | Юшковський Віктор          | нерухомість, рітейл              | 86                    | 106                   | «Мегамаркет»                                                                    | ▼               |
| 86  | Жебрівська Філя            | фармацевтика                     | 80                    | 162                   | «Фармак»                                                                        | ▼               |
| 87  | Янукович Олександр         | нерухомість фінанси              | 78                    | 187                   | Син експрезидента Віктора Януковича, МАКО                                       | ▼               |
| 88  | Суркіс Григорій            | ПЕК                              | 74                    | 134                   | Львівобленерго                                                                  | ▼               |
| 89  | Суркіс Ігор                | ПЕК                              | 74                    | 134                   | «Динамо» (Київ)                                                                 | ▼               |
| 90  | Роніс Станіслав            | рітейл                           | 73                    | 158                   | «Comfy»                                                                         | ▼               |
| 91  | Кісєльов Андрій            | металургія                       | 72                    | -                     | «Укр мет»                                                                       | новий           |
| 92  | Палиця Ігор                | ПЕК                              | 72                    | 82                    | Голова Одеської ОДА, «Укрнафта»                                                 | ▼               |
| 93  | Шостак Руслан              | рітейл нерухомість               | 71                    | -                     | «Eva»                                                                           | новий           |
| 94  | Климець Павло              | алкоголь                         | 67                    | 99                    | «Олімп»                                                                         | ▼               |
| 95  | Прутнік Едуард             | АПК діаманти нерухомість         | 65                    | 110                   | «Namakva diamonds», «КомЕнерго»                                                 | ▼               |
| 96  | Приходько Володимир        | машинобудування                  | 64                    | 141                   | «Крюковський вагонобудівний завод»                                              | ▼               |
| 97  | Юркевич Анатолій           | харчопром                        | 61                    | 224                   | «Мілкіленд», «City state»                                                       | ▼               |
| 98  | Давтян Олександр           | нерухомість                      | 61                    | -                     | «Інвестиційна група DAD»                                                        | новий           |
| 99  | Фурсін Іван                | фінанси                          | 55                    | 146                   | Нардеп, «Місто-банк»                                                            | ▼               |
| 100 | Мірошник Ірина             | хімпром                          | 51                    | -                     | «Укрпластик»                                                                    | ▼               |

#### Торішні учасники рейтингу, яких немає в нинішньому списку
| № 2013-2011 рр. | Ім'я                 | Сфера діяльності   | $ млн у 2013—2011 рр. | Основні активи, держпосада протягом року                         |
| 63/36/65        | Звягільський Єфім    | вугілля            | 172/256/161           | Нардеп, Шахта ім. Засядька                                       |
| 78/55/74        | Баленко Ігор         | нерухомість рітейл | 152/186/139           | «Фуршет»                                                         |
| 79/92/–         | Трофіменко Володимир | нерухомість        | 151/105/-             | НЕСТ                                                             |
| 80/80/47        | Буряк Олександр      | фінанси АПК        | 150/135/216           | Продав частку «Брокбізнесбанка» кооперативу ім. Курченка         |
| 81/79/48        | Буряк Сергій         | фінанси АПК        | 150/135/216           | Нардеп, продав частку «Брокбізнесбанка» кооперативу ім. Курченка |
| 98/38/-         | Вишневецький Віктор  | вугілля            | 76/253/-              | Coal energy                                                      |
| 99/-/88         | Шамотій Валерій      | алкоголь           | 75/-/109              | «Перший національний виноробний холдинг»                         |
| 100/-/-         | Лещинський Олександр | харчопром          | 74/-/-                | «Золотий урожай»                                                 |

## Версія журналу «Фокус»[7][8]

### Цікаві факти
- Це вже восьмий рейтинг журналу фокус. Перший з'явився 2007 року та мав лише 100 найзаможніших людей пов'язаних з Україною. З самого початку складання списку українських мільйонерів, журнал Фокус включав до нього не лише громадян України, а й іноземців, які володіли значним бізнесом в Україні[9]
- Вперше після 2007 року журнал «Фокус» опублікував щорічний рейтинг не 200, а 100 найбагатших людей України.
- Як і в попередніх рейтингах, у список включили не лише громадян України, а й іноземців, які заробили свої статки в Україні. У 2014 році їх було 12.

### Методика оцінювання
Оцінювалися тільки видимі активи компаній на підставі офіційних даних, публічної інформації, консультацій з експертами та даних, наданих самими власниками. Не враховувалося особисте майно учасників та активи, що знаходяться в пасивному управлінні, право власності учасника на які чітко не простежується. Пошуком активів займалася редакція журналу, а оцінкою — аналітичний підрозділ ІК ITT. Оцінка вартості підприємств, включно з фірмами чиї акції торгуються на іноземних фондових біржах, відбувалася станом на 1 січня 2014 року по курсу 8,2 UAH/USD. Вартість активів, оформлених на родичів була включена в обрахунок вартості бізнесу учасників рейтингу, якщо відомо що ці родичі не беруть активної участі у керуванні відповідними компаніями.

### Рейтинг 100 найзаможніших українців
| №   | Ім'я                   | Сфера діяльності | Основні активи, держпосада протягом року   | Статки у 2014 ($ млн) | Статки у 2013 ($ млн) | Зміна у статках |
| 1   | Рінат Ахметов          |                  | SCM Group                                  | 14 871                | 16 830                | ▼               |
| 2   | Вадим Новінський       |                  | Смарт-Холдинг                              | 3 601                 | 3 273                 | ▲               |
| 3   | Ігор Коломойський      |                  | група «Приват»                             | 3 398                 | 3 645                 | ▼               |
| 4   | Геннадій Боголюбов     |                  | група «Приват»                             | 3 361                 | 3 645                 | ▼               |
| 5   | Дмитро Фірташ          |                  | Group DF                                   | 2 745                 | 3 327                 | ▼               |
| 6   | Олег Бахматюк          |                  | UkrLandFarming                             | 2 676                 | 795.0                 | ▲               |
| 7   | Віктор Пінчук          |                  | EastOne                                    | 2 187                 | 2 150                 | ▲               |
| 8   | Костянтин Жеваго       |                  | Ferrexpo                                   | 1 370                 | 1 920                 | ▼               |
| 9   | Костянтин Григоришин   |                  | Енергетичний стандарт                      | 1 368                 | 1 814                 | ▼               |
| 10  | Леонід Юрушев          |                  | компанія «Ярославів Вал»                   | 1 227                 | 1 027                 | ▲               |
| 11  | Юрій Косюк             |                  | Миронівський хлібопродукт                  | 1 183                 | 1 516                 | ▼               |
| 12  | Олександр Ярославський |                  | група DCH                                  | 1 105                 | 1 386                 | ▼               |
| 13  | Валерій Хорошковський  |                  | ексвласник U. A. Inter Media Group         | 1 000                 | 435.5                 | ▲               |
| 14  | Сергій Тігіпко         |                  | група «ТАС»                                | 989                   | 856.2                 | ▲               |
| 15  | Віктор Нусенкіс        |                  | Донецьксталь                               | 985                   | 1 507                 | ▼               |
| 16  | Петро Порошенко        |                  | Рошен                                      | 917                   | 961.2                 | ▼               |
| 17  | Олексій Вадатурський   |                  | Нібулон                                    | 915                   | 118.2                 | ▲               |
| 18  | Іван Гута              |                  | Mriya Agro Holding                         | 797                   | 541.4                 | ▲               |
| 19  | Віталій Гайдук         |                  | Індустріальна група                        | 776                   | 1 310                 | ▼               |
| 20  | Леонід Черновецький    |                  | Chernovetskyi Investment Group             | 750                   | 730.0                 | ▲               |
| 21  | Андрій Веревський      |                  | Кернел Груп                                | 737                   | 1 247                 | ▼               |
| 22  | Мохаммад Захур         |                  | ISTIL Group                                | 600                   | 175.2                 | ▲               |
| 23  | Володимир Костельман   |                  | Fozzy Group                                | 595                   | 470.5                 | ▲               |
| 24  | Сергій Тарута          |                  | Індустріальний Союз Донбасу                | 593                   | 1 221                 | ▼               |
| 25  | Антон Пригодський      |                  | ексвласник Лемтрансу                       | 580                   | 530.2                 | ▲               |
| 26  | Олег Мкртчан           |                  | Індустріальний Союз Донбасу                | 512                   | 1 081                 | ▼               |
| 27  | Микола Лагун           |                  | Дельта Банк                                | 501                   | 408.9                 | ▲               |
| 28  | Володимир Бойко        |                  | Metinvest Holding                          | 500                   | 760.8                 | ▼               |
| 29  | Микола Янковський      |                  | Стиролбіофарм                              | 480                   | 476.5                 | ▲               |
| 30  | Олександр Герега       |                  | Епіцентр К                                 | 450                   | 794.7*                | ▼               |
| 31  | Василь Хмельницький    |                  | UDP                                        | 437                   | 888.6                 | ▼               |
| 32  | Едуард Шифрін          |                  | Midland Development                        | 435                   | 893.3                 | ▼               |
| 33  | Олександр Шнайдер      |                  | Talon International Development            | 435                   | 893.3                 | ▼               |
| 34  | Галина Герега          |                  | Епіцентр К                                 | 426                   | 794.7*                | ▼               |
| 35  | Олександр Янукович     |                  | корпорація «МАКО»                          | 424                   | 196.5                 | ▲               |
| 36  | Віктор Карачун         |                  | АТБ-Маркет                                 | 422                   | 128.5                 | ▲               |
| 37  | Геннадій Буткевич      |                  | АТБ-Маркет                                 | 422                   | 128.5                 | ▲               |
| 38  | Євген Єрмаков          |                  | АТБ-Маркет                                 | 422                   | 128.5                 | ▲               |
| 39  | Борис Колесніков       |                  | Конті                                      | 416                   | 302.2                 | ▲               |
| 40  | Віталій Антонов        |                  | Універсальна інвестиційна група            | 411                   | 450.0                 | ▼               |
| 41  | Євген Черняк           |                  | Global Spirits                             | 405                   | 269.5                 | ▲               |
| 42  | Юрій Іванющенко        |                  | Азовмаш                                    | 399                   | 740.0                 | ▼               |
| 43  | Вадим Єрмолаєв         |                  | Алеф                                       | 393                   | 245.0                 | ▲               |
| 44  | Олексій Мартинов       |                  | група «Приват»                             | 356                   | 465.3                 | ▼               |
| 45  | Олександр Бабаков      |                  | VS Energy International                    | 332                   | 350.1                 | ▼               |
| 46  | Михайло Спектор        |                  | VS Energy International                    | 332                   | 350.1                 | ▼               |
| 47  | Євгеній Гінер          |                  | VS Energy International                    | 332                   | 350.1                 | ▼               |
| 48  | Андрій Клюєв           |                  | АЗОКМ                                      | 323                   | 618.0**               | ▼               |
| 49  | Сергій Клюєв           |                  | АЗОКМ                                      | 323                   | 618.0**               | ▼               |
| 50  | В'ячеслав Богуслаєв    |                  | Мотор Січ                                  | 319                   | 1 133                 | ▼               |
| 51  | Роман Лунін            |                  | Retail Group                               | 302                   | 220.4                 | ▲               |
| 52  | Роман Чигир            |                  | Fozzy Group                                | 297                   | 177.8                 | ▲               |
| 53  | Олег Сотников          |                  | Fozzy Group                                | 297                   | 177.8                 | ▲               |
| 54  | Борис Ложкін           |                  | ексвласник UMH Group                       | 279                   | 126.4                 | ▲               |
| 55  | Олександр Фельдман     |                  | АВЕК Холдинг                               | 279                   | 350.4                 | ▼               |
| 56  | Анатолій Юркевич       |                  | Мілкіленд                                  | 265                   | 229.8                 | ▲               |
| 57  | Всеволод Кожемяко      |                  | Агротрейд                                  | 264                   | 34.9                  | ▲               |
| 58  | Григорій Суркіс        |                  | Прикарпаття-, Запоріжжя- та Львівобленерго | 260                   | 526.5***              | ▼               |
| 59  | Ігор Суркіс            |                  | Прикарпаття-, Запоріжжя- і Львівобленерго  | 260                   | 526.5***              | ▼               |
| 60  | Борис Музальова        |                  | Таврія В                                   | 255                   | 50.2                  | ▲               |
| 61  | Микола Рудьковський    |                  | Нафтогазвидобування                        | 250                   | 250.0                 | ▬               |
| 62  | Ігор Баленко           |                  | Фуршет                                     | 249                   | 249.5                 | ▼               |
| 63  | Наталія Бондарева      |                  | ГК «Баядера»                               | 247                   | 317.5                 | ▼               |
| 64  | Євген Сігал            |                  | Комплекс Агромарс                          | 244                   | 197.5                 | ▲               |
| 65  | Тарас Барщовський      |                  | T. B. Fruit                                | 228                   | новий                 | -               |
| 66  | Віктор Юшковським      |                  | МегаМаркет                                 | 225                   | новий                 | -               |
| 67  | Станіслав Роніс        |                  | Comfy                                      | 224                   | 61.8                  | ▲               |
| 68  | Ігор Єремєєв           |                  | група «Континіум»                          | 220                   | 170.2                 | ▲               |
| 69  | Петро Димінський       |                  | група «Континіум»                          | 220                   | 170.2                 | ▲               |
| 70  | Степан Івахів          |                  | група «Континіум»                          | 220                   | 170.2                 | ▲               |
| 71  | Сергій Лагур           |                  | група «Континіум»                          | 220                   | 170.2                 | ▲               |
| 72  | Віктор Поліщук         |                  | Ельдорадо                                  | 214                   | новий                 | -               |
| 73  | Нестор Шуфрич          |                  | Нафтогазвидобування                        | 210                   | 280.4                 | ▼               |
| 74  | Віктор Іванчик         |                  | Астарта                                    | 207                   | 163.4                 | ▲               |
| 75  | Володимир Трофименко   |                  | НЕСТ                                       | 202                   | 223.4                 | ▼               |
| 76  | Андрій Іванов          |                  | UDP                                        | 199                   | 716.5                 | ▼               |
| 77  | Таріел Васадзе         |                  | УкрАвто                                    | 183                   | 340.5                 | ▼               |
| 78  | Геннадій Виходцев      |                  | Фокстрот                                   | 175                   | 73.0                  | ▲               |
| 79  | Валерій Маковецький    |                  | Фокстрот                                   | 175                   | 73.0                  | ▲               |
| 80  | Філя Жебровська        |                  | Фармак                                     | 165                   | 249.6                 | ▼               |
| 81  | Ігор Гуменюк           |                  | МОСТ-Сіті, Донбасенерго                    | 158                   | 113.6                 | ▲               |
| 82  | Олександр Деркач       |                  | Молочний альянс                            | 156                   | 150.5                 | ▲               |
| 83  | Олександр Тисленко     |                  | Альтком                                    | 152                   | 370.5****             | ▼               |
| 84  | Сергій Павлічев        |                  | Альтком                                    | 152                   | 370.5****             | ▼               |
| 85  | Сергій Льовочкін       |                  | U.A. Inter Media Group                     | 150                   | новий                 | -               |
| 86  | Микола Злочевський     |                  | Еско-Північ                                | 146                   | 225.5                 | ▼               |
| 87  | Юхим Звягільський      |                  | шахта ім. Засядька                         | 142                   | 172.8                 | ▼               |
| 88  | Ігор Воронов           |                  | VEK Capital Partners                       | 138                   | 105.2                 | ▲               |
| 89  | Валерій Кіптик         |                  | Varus, Eva                                 | 138                   | новий                 | -               |
| 90  | Георгій Скудар         |                  | Новокраматорський машзавод                 | 135                   | 318.6                 | ▼               |
| 91  | Томаш Фіала            |                  | Dragon Capital                             | 129                   | 145.2                 | ▼               |
| 92  | Федір Шпиг             |                  | Молочний альянс                            | 128                   | 270.4                 | ▼               |
| 93  | Володимир Приходько    |                  | Крюківський вагонобудівний завод           | 126                   | новий                 | -               |
| 94  | Ігор Ніконов           |                  | К. А. Н. Девелопмент                       | 111                   | новий                 | -               |
| 95  | Олександр Петров       |                  | Індустріальна молочна компанія             | 86                    | 40.8                  | ▲               |
| 96  | Гарік Корогодський     |                  | ТРЦ Dream Town                             | 84                    | 92.5                  | ▼               |
| 97  | Олександр Меламуд      |                  | ТРЦ Dream Town                             | 84                    | 92.5                  | ▼               |
| 98  | Олег Крапівін          |                  | ТРЦ Dream Town                             | 84                    | 92.5                  | ▼               |
| 99  | Михайло Кіперман       |                  | Буковель, Укрнафта                         | 80                    | 88.3                  | ▼               |
| 100 | Едуард Прутник         |                  | Namakwa Diamonds                           | 74                    | 145.1                 | ▼               |

Примітка: *-**** Цифра за 2013 рік репрезентує об'єднані активи всіх членів родини, в той час як цифра 2014 репрезентує лише частину активів що належить кожному члену сім'ї.

Примітка: Всі статки станом на 1 січня 2014 року.

## Версія журналуНовое время[10][11][12]
Це перший список найзаможніших українців журналу «Новое время». Список було опубліковано у № 25 (25), який надійшов до друку 31 жовтня 2014 року. Обрахунок найзаможніших українців аналітиками Dragon Capital вперше публікується журналом «Новое время», а не журналом «Корреспондент». За словами журналу, над списком багатіїв для видання «Новое время» працювали ті ж самі журналісти, які раніше відповідали за створення подібного рейтингу в журналі «Кореспондент».

### Цікаві факти
- За рік активи українських заможів зменшилися майже вдвічі.
- Топ три позиції у топ-100 найбагатших українців посіли Рінат Ахметов ($10,1 млрд), Геннадій Боголюбов ($2,6 млрд) та Ігор Коломойський ($2,3 млрд). Активи пана Ахмєтова, єдиного акціонера найбільшого українського холдингу «СКМ» (Донецьк), за рік втратили в ціні 45 %. Активи власників групи «Приват» (Дніпропетровськ) панів Боголюбова та Коломойського зменшилися на 33 % у кожного.
- Лише п'ятьом учасникам рейтингу вдалося збільшити свої активи за минулий рік. Це Володимир Шаповалов, засновник мережі Good Wine, — зростання на 9 %, до $75 млн, засновник групи T.B.Fruit Тарас Барщовський — плюс 33 %, $181 млн, ексвласник «Правекс-Банку» Леонід Черновецький, який створив торік «Черновецький Інвестмент Груп» — плюс 33 %, $80 млн, а також бізнесмени Микола Злочевський (плюс 23 %, $294 млн) та наостанок Володимир Загорій (плюс 5 %, $141 млн).
- Найбільше, на 89 %, за рік втратили активи Сергія Курченка, власника ВЄТЄК — до $266 млн. Слідом за ним — Микола Лагун (мінус 79 %, $117 млн), Олександр Янукович (мінус 78 %, $79 млн).

### Методика оцінювання
Рейтинг від «Новое время» підготовлено журналістами видання. Розрахунки для журналу проводили фінансові фахівці інвестиційної компанії Dragon Capital згідно із затвердженою в ній системою оцінки активів на основі ринкової капіталізації підприємств та методу порівняльних оцінок. «Новое время» також зв'язується з кожним потенційним кандидатом на потрапляння до рейтингу для уточнення списку його активів.

### Рейтинг 100 найзаможніших українців
| №   | Ім'я                                    | Статки у 2014 ($ млн) | Статки у 2013 ($ млн) | Сфера діяльності                        | Основні активи, держпосада протягом року | Зміна у статках |
| 1   | Рінат Ахметов                           | 10 100                |                       | металургія                              |                                          | ▼               |
| 2   | Геннадій Боголюбов                      | 2 600                 |                       | металургія                              |                                          | ▼               |
| 3   | Ігор Коломойський                       | 2 300                 |                       | фінанси                                 |                                          | ▼               |
| 4   | Віктор Пінчук                           | 1 900                 |                       | металургія                              |                                          | ▼               |
| 5   | Вадим Новинський                        | 1 800                 |                       | металургія                              |                                          | ▼               |
| 6   | Дмитро Фірташ                           | 1 400                 |                       | хімпром                                 |                                          | ▼               |
| 7   | Олексій Мартинов                        | 905                   |                       | металургія                              |                                          | ▼               |
| 8   | Юрій Косюк                              | 837                   |                       | агробізнес                              |                                          | ▼               |
| 9   | Петро Порошенко                         | 816                   |                       | харчпром                                |                                          | ▼               |
| 10  | Олег Бахматюк                           | 804                   |                       | агробізнес                              |                                          | ▼               |
| 11  | Костянтин Жеваго                        | 746                   |                       | металургія                              |                                          | ▼               |
| 12  | Олександр та Галина Гереги              | 714                   |                       | рітейл                                  |                                          | ▼               |
| 13  | Віктор Нусенкіс                         | 654                   |                       | металургія                              |                                          | ▼               |
| 14  | Олександр Ярославський                  | 633                   |                       | будівництво                             |                                          | ▼               |
| 15  | Святослав Нечитайло та Наталя Бондарєва | 491                   |                       | харчпром                                |                                          | ▼               |
| 16  | В'ячеслав Богуслаєв                     | 402                   |                       | авіабудування                           |                                          | ▼               |
| 17  | Володимир Костельман                    | 341                   |                       | рітейл                                  |                                          | ▼               |
| 18  | Олексій Вадатурський                    | 312                   |                       | агробізнес                              |                                          | ▼               |
| 19  | Олександр Фельдман                      | 312                   |                       | нерухомість                             |                                          | ▼               |
| 20  | Ігор та Григорій Суркіси                | 301                   |                       | ПЕК                                     |                                          | ▼               |
| 21  | Микола Злочевський                      | 294                   |                       | енергетика                              |                                          | ▲               |
| 22  | Олег Мкртчан                            | 293                   |                       | металургія                              |                                          | ▼               |
| 23  | Сергій Тарута                           | 292                   |                       | металургія                              |                                          | ▼               |
| 24  | Сергій Курченко                         | 266                   |                       | ПЕК                                     |                                          | ▼               |
| 25  | Борис Колесников                        | 260                   |                       | харчпром                                |                                          | ▼               |
| 26  | Василь Хмельницький                     | 259                   |                       | нерухомість                             |                                          | ▼               |
| 27  | Сергій Льовочкін                        | 258                   |                       | хімпром                                 |                                          | ▼               |
| 28  | Євген Черняк                            | 258                   |                       | харчпром                                |                                          | ▼               |
| 29  | Віталій Антонов                         | 254                   |                       | ПЕК                                     |                                          | ▼               |
| 30  | Володимир Бойко                         | 249                   |                       | металургія                              |                                          | ▼               |
| 31  | Андрій та Руслан Веревський             | 225                   |                       | агробізнес                              |                                          | ▼               |
| 32  | Вадим Єрмолаєв                          | 223                   |                       | харчпром                                |                                          | ▼               |
| 33  | Анатолій Юркевич                        | 213                   |                       | харчпром                                |                                          | ▼               |
| 34  | Віктор Юшковським                       | 209                   |                       | нерухомість                             |                                          | ▼               |
| 35  | Вагіф Алієв                             | 194                   |                       | нерухомість                             |                                          | ▼               |
| 36  | Олександр Кардаков                      | 194                   |                       | нерухомість                             |                                          | ▬               |
| 37  | Віктор Поліщук                          | 190                   |                       | нерухомість                             |                                          | ▼               |
| 38  | Віктор Карачун                          | 183                   |                       | рітейл                                  |                                          | ▼               |
| 39  | Геннадій Буткевич                       | 183                   |                       | рітейл                                  |                                          | ▼               |
| 40  | Євген Єрмаков                           | 183                   |                       | рітейл                                  |                                          | ▼               |
| 41  | Андрій Іванов                           | 183                   |                       | нерухомість                             |                                          | ▼               |
| 42  | Тарас Барщовський                       | 181                   |                       | агробізнес                              |                                          | ▲               |
| 43  | Юрій Іванющенко                         | 164                   |                       | машинобудування                         |                                          | ▼               |
| 44  | Михайло Кіперман                        | 159                   |                       | ПЕК                                     |                                          | ▼               |
| 45  | Євген Сіґал                             | 158                   |                       | агробізнес                              |                                          | ▼               |
| 46  | Роман Чигир                             | 154                   |                       | рітейл                                  |                                          | ▼               |
| 47  | Олег Сотніков                           | 154                   |                       | рітейл                                  |                                          | ▼               |
| 48  | Філя Жебровська                         | 146                   |                       | фармацевтика                            |                                          | ▼               |
| 49  | Володимир Загорій                       | 141                   |                       | фармацевтика                            |                                          | ▲               |
| 50  | Ігор Баленко                            | 140                   |                       | рітейл                                  |                                          | ▼               |
| 51  | Нестор Шуфрич                           | 140                   |                       | ПЕК                                     |                                          | ▬               |
| 52  | Антон Пригодський                       | 138                   |                       | транспорт                               |                                          | ▼               |
| 53  | Олександр Меламуд                       | 134                   |                       | нерухомість                             |                                          | новий           |
| 54  | Гарік Корогодський                      | 134                   |                       | нерухомість                             |                                          | новий           |
| 55  | Степан Івахів                           | 133                   |                       | ПЕК                                     |                                          | ▼               |
| 56  | Ігор Єремєєв                            | 133                   |                       | ПЕК                                     |                                          | ▼               |
| 57  | Сергій Тігіпко                          | 129                   |                       | машинобудування                         |                                          | ▼               |
| 58  | Микола Янковський                       | 126                   |                       | фармацевтика                            |                                          | ▼               |
| 59  | Микола Рудьковський                     | 125                   |                       | ПЕК                                     |                                          | ▬               |
| 60  | Володимир та Вадим Трофименко           | 123                   |                       | нерухомість                             |                                          | ▼               |
| 61  | Микола Лагун                            | 117                   |                       | фінанси                                 |                                          | ▼               |
| 62  | Валерій Кіптик                          | 115                   |                       | рітейл                                  |                                          | ▼               |
| 63  | Павло Климець                           | 113                   |                       | харчпром                                |                                          | ▼               |
| 64  | Сергій Лагур                            | 113                   |                       | харчпром                                |                                          | ▼               |
| 65  | Георгій Скудар                          | 112                   |                       | машинобудування                         |                                          | ▼               |
| 66  | Віктор Іванчик                          | 100                   |                       | агробізнес                              |                                          | ▼               |
| 67  | Володимир Приходько                     | 90                    |                       | машинобудування                         |                                          | ▼               |
| 68  | Ігор Гуменюк                            | 89                    |                       | нерухомість                             |                                          | ▼               |
| 69  | Леонід Клімов                           | 85                    |                       | нерухомість                             |                                          | ▼               |
| 70  | Валерій Кравець                         | 84                    |                       | харчпром                                |                                          | ▼               |
| 71  | Володимир Авраменко                     | 84                    |                       | харчпром                                |                                          | ▼               |
| 72  | Сергій Веселов                          | 81                    |                       | нерухомість                             |                                          | ▼               |
| 73  | Леонід Черновецький                     | 80                    |                       | фінанси                                 |                                          | ▲               |
| 74  | Андрій Адамовський                      | 79                    |                       | нерухомість                             |                                          | ▼               |
| 75  | Олександр Янукович                      | 79                    |                       | будівництво                             |                                          | ▼               |
| 76  | Роман Лунін                             | 77                    |                       | рітейл                                  |                                          | ▼               |
| 77  | Таріел Васадзе                          | 77                    |                       | автопром                                |                                          | ▼               |
| 78  | Федір Шпиг                              | 75                    |                       | харчпром                                |                                          | ▼               |
| 79  | Олександр Деркач                        | 75                    |                       | харчпром                                |                                          | ▼               |
| 80  | Володимир Шаповалов                     | 75                    |                       | рітейл                                  |                                          | ▲               |
| 81  | Едуард Прутнік                          | 74                    |                       | харчпром                                |                                          | ▼               |
| 82  | Юхим Звягільський                       | 74                    |                       | вугілля                                 |                                          | ▼               |
| 83  | Борис Ложкін                            | 72                    |                       | Голова Адміністрація Президента України |                                          | ▼               |
| 84  | Валерій Коротков                        | 70                    |                       | агробізнес                              |                                          | ▼               |
| 85  | Ігор Ніконов                            | 68                    |                       | будівництво                             |                                          | ▼               |
| 86  | Ігор Воронов                            | 65                    |                       | інвестиції                              |                                          | ▼               |
| 87  | Ігор Дворецький                         | 61                    |                       | інвестиції                              |                                          | ▼               |
| 88  | Віталій та Володимир Кличко             | 61                    |                       | спорт                                   |                                          | ▬               |
| 89  | Станіслав Роніс                         | 58                    |                       | рітейл                                  |                                          | ▼               |
| 90  | Тетяна Засуха                           | 54                    |                       | агробізнес                              |                                          | ▬               |
| 91  | Андрій та Сергій Клюєви                 | 54                    |                       | інвестиції                              |                                          | ▼               |
| 92  | Юрій та Олександр Родіни                | 52                    |                       | фінанси                                 |                                          | ▼               |
| 93  | Петро Димінський                        | 49                    |                       | харчпром                                |                                          | ▼               |
| 94  | Олександр Пилипенко                     | 48                    |                       | будівництво                             |                                          | ▼               |
| 95  | Геннадій Корбан                         | 47                    |                       | нерухомість                             |                                          | ▼               |
| 96  | родина Геннадія Аксельрода              | 47                    |                       | нерухомість                             |                                          | ▼               |
| 97  | Олександр Тисленко                      | 46                    |                       | будівництво                             |                                          | ▼               |
| 98  | Ігор Андрєєв                            | 45                    |                       | металургія                              |                                          | ▼               |
| 99  | Руслан Шостак                           | 43                    |                       | рітейл                                  |                                          | ▼               |
| 100 | Олександр Петров                        | 40                    |                       | агробізнес                              |                                          | ▼               |